# ¡Asu mare! 3
¡Asu mare! 3 es una película de comedia peruana de 2018, secuela de ¡Asu mare! y Asu mare 2, protagonizada por Carlos Alcántara y dirigida por Jorge Ulloa.
Se estrenó el 22 de noviembre de 2018 en los cines peruanos.
Se puede ver por la plataforma Netflix y Prime Video.

## Sinopsis
¡Asu mare! 3 se localiza en Miami en el cual el protagonista consiguiese la visa para viajar a dicha ciudad. Cachín (Carlos Alcántara) y Emilia (Emilia Drago) esperan un nuevo integrante a la vida de los recién casados al tomarse unas vacaciones con amigos. Sin embargo, se encuentran inesperadamente con su exnovia y los planes cambian. Para evitar malos entendidos con los Alcántara y Rizo-Patrón, los esposos deberán convivir con el pasado de Brenda (Melania Urbina) y su nuevo hijo.

## Reparto
- Carlos Alcántara: Como él mismo (Cachín, "Machín")
- Emilia Drago: Emilia Rizo-Patrón
- Andrés Salas: Jaime Culicich "El Culi"
- Anahí de Cárdenas: Pamela (amiga de Emilia)
- Ana Cecilia Natteri: Doña Chabela
- Denisse Dibós: Elena Rizo-Patrón (Madre de Emilia)
- Javier Delgiudice: Felipe Rizo-Patrón (Padre de Emilia)
- Franco Cabrera: "Lechuga" (amigo de Cachín)
- Ricardo Mendoza: "Tarrón" (amigo de Cachín)
- Miguel Vergara: "El Chato" (amigo de Cachín)
- Patricia Portocarrero: Florencia (Empleada de los Rizo-Patrón)
- Melania Urbina: Brenda
- Alessandro Durand: Kevin
- Pietro Sibille: Taxista
- Haydeé Cáceres
- Katy Esquivel
- Orlando Herrera
- Katia Condos
- Rodolfo Carrión
- Christian Meier
- Monserrat Brugué
- Carlos Carlín: Doctor
- Wendy Ramos
- Johanna San Miguel
- Gonzalo Torres
- Armando Machuca
- Daniel Marquina: Soldado
- Lilian Schiappa-Pietra: Secretaria

## Producción
Tras el éxito de las 2 primeras partes,  Carlos Alcántara anunció una tercera entrega para "darle un final definitivo a la historia". El rodaje de la película empezó en mayo de 2018.
El director es Jorge Ulloa, quien dirige a Enchufe.tv, en reemplazo de Ricardo Maldonado. Según Ulloa, conoció por primera vez a Alcántará tras el éxito de Patacláun a Ecuador.
El primer tráiler fue publicado en septiembre de 2018.

## Recepción
La asistencia en su primera semana de estreno fue de 540.000 espectadores, por debajo de su precuela que alcanzó los 700.000. Terminó con más de 2 millones, la segunda más vista del 2018 y superado por Avengers: Infinity War. El 13 de junio de 2020 tras su reestreno para América Televisión, fue la más sintonizada del día con 18 puntos según RPP. Se convirtió en la película más taquillera en 2018 con un bruto de 2.3 millones de dólares.